# 2015년 미식축구 월드컵
2015년 미식축구 월드컵은 2015년 7월 8일부터 7월 19일까지 미국에서 열린 다섯 번째 미식축구 월드컵 대회이다.

## 본선

### 첫 번째
- 오스트레일리아 47 - 6  대한민국
- 프랑스 31 - 6  브라질
- 미국 30 - 6  멕시코

### 두 번째
- 브라질 28 - 0  대한민국
- 프랑스 53 - 3  오스트레일리아
- 미국 43 - 18  일본

### 세 번째
- 오스트레일리아 16 - 8  브라질
- 멕시코 7 - 35  일본
- 프랑스 0 - 82  미국

### 네 번째
- 5위 결정전 :  대한민국 14 - 42  오스트레일리아
- 3위 결정전 :  멕시코 20 - 7  프랑스
- 결승전 :  일본 12 - 59  미국

| 2015년 미식축구 월드컵 |
| ---------------------- |
| 미국 세 번째 우승      |